# WATARIDORI
『WATARIDORI』（原題: Le Peuple Migrateur、英題: Winged Migration、The Travelling Birds）は、2001年のフランスのドキュメンタリー映画。

## 概要
ジャック･ペラン監督による、渡り鳥をテーマとしたドキュメンタリー映画である。原題が「WATARIDORI」
と間違われる事があるが、「WATARIDORI」は邦題であり原題ではない。